# Meiler FitzHenry

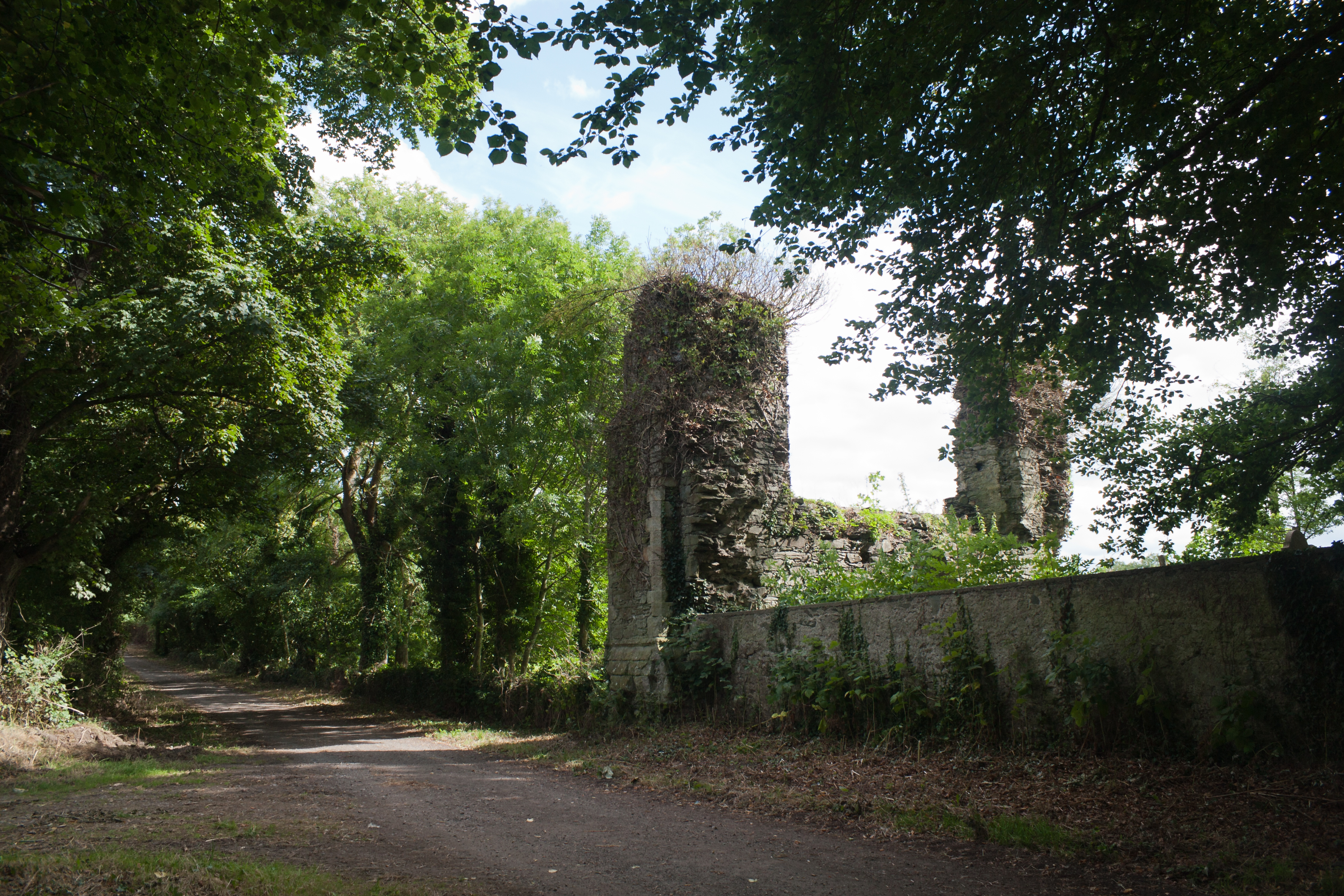
Die Ruinen des von Meiler FitzHenry gegründeten Augustinerpriorats Greatconnell

Meiler Fitzhenry (auch Meilyr FitzHenry; † 1220) war ein cambro-normannischer Adliger und Justiciar of Ireland. 

## Herkunft
Meiler war ein Sohn von Henry FitzHenry, einem unehelichen Sohn des englischen Königs Heinrich I. und der walisischen Fürstentochter Nest ferch Rhys. Sein Vater fiel während König Heinrichs II. Feldzug gegen Wales 1157, und Meiler erbte seine kleinen Besitzungen Narberth Castle und in Pebidiog in Pembrokeshire.

## Teilnahme an der anglonormannischen Invasion von Irland
Als seine beiden Onkel Maurice FitzGerald und Robert FitzStephen 1169 eine erste anglonormannische Invasionsstreitmacht nach Irland führten, schloss sich Meiler ihnen an. Meiler zeichnete sich bei einem Angriff auf Ossory, den er zusammen mit seinem Cousin Robert de Barry unternahm, aus und erwarb sich einen Ruf als ausgezeichneter Krieger. 1174 kehrte er mit Raymond le Gros nach Wales zurück, doch kehrte er mit Raymond bald wieder nach Irland zurück, um Richard Strongbow zu unterstützen. Zum Dank erhielt er die Herrschaft Offaly. 1175 begleitete er Raymond auf einen Feldzug nach Limerick. Anstelle von Offaly erhielt er Leix.

## Justiciar of Ireland
Unter König Richard I. wurde er königlicher Gouverneur von Irland, und Richards Nachfolger und Bruder Johann Ohneland bestätigte ihn 1200 als Justiciar, als Vertreter des Königs, für Irland. Auf Anordnung Johanns begann Meiler 1204 mit dem Bau von Dublin Castle als administrativen Zentrums der eroberten Insel. Die englische Herrschaft über Irland wurde jedoch sowohl von den unterworfenen Iren wie auch von den nach Autonomie strebenden anglonormannischen Baronen bedroht. Bereits 1200 kam es zu einem Streit zwischen Meiler und William de Braose, einem Günstling des Königs. Als 1201 und 1202 Nachfolger für die Erzbischöfe von Armagh und Tuam gesucht wurden, versuchte Meiler Engländer als Bischöfe wählen zu lassen, weshalb die Wahlen für ungültig erklärt wurden. Anfang 1203 versuchte William de Burgh, der Constable von Limerick, Connacht zu erobern und den dortigen irischen Häuptling Cathal Crobderg Ua Conchobair zu verdrängen, was von Meiler vereitelt wurde. Darauf wurde im Juli 1203 de Burgh als Constable abgelöst und durch William de Braose ersetzt. Dieser vergab das Amt jedoch an seinen Schwiegersohn Walter de Lacy weiter, der bereits umfangreiche Besitzungen in Meath besaß. Johann befahl daraufhin de Lacy, Limerick an Meiler zu übergeben, was jedoch von ihm und Braose nicht beachtet wurde. Neben diesem Konflikt in Meath hatte Meiler einen Konflikt mit John de Courcy, dem Eroberer von Ulster. Zwar wurde de Courcy 1205 von Hugh und Walter de Lacy besiegt, worauf König Johann Hugh de Lacy zum Earl of Ulster ernannte. Anschließend wandte sich de Lacy jedoch gegen seinen ehemaligen Verbündeten Meiler.
Als schließlich auch William Marshal, der bei König Johann zeitweilig in Ungnade gefallen war, nach Irland ging, bekam Meiler große Schwierigkeiten. Er hatte in Kerry und Cork zwei königliche Lehen, doch der Lord of Leinster war Marshal, was zu einem fortwährenden Streit zwischen beiden führte. König Johann bestellte daraufhin Meiler und Marshal nach London. Während seiner Abwesenheit wurden Meilers Truppen von Hugh de Lacy geschlagen. Johann enthob Meiler seines Amtes und ernannte seinen Vertrauten John de Gray zum neuen Justiciar of Ireland. Dennoch blieb Meiler weiterhin ein mächtiger Baron in Irland.

## Familie und Nachkommen
Er heiratete um 1182 eine Nichte von Hugh de Lacy. Sein Erbe wurde sein einziger überlebender Sohn Meiler. 1202 hatte er ein Augustinerpriorat in Greatconnell gegründet, wo er begraben liegt. Sein Grabstein gehört zu den ältesten erhaltenen in Irland.